# St. Johannes der Evangelist (Izmir)

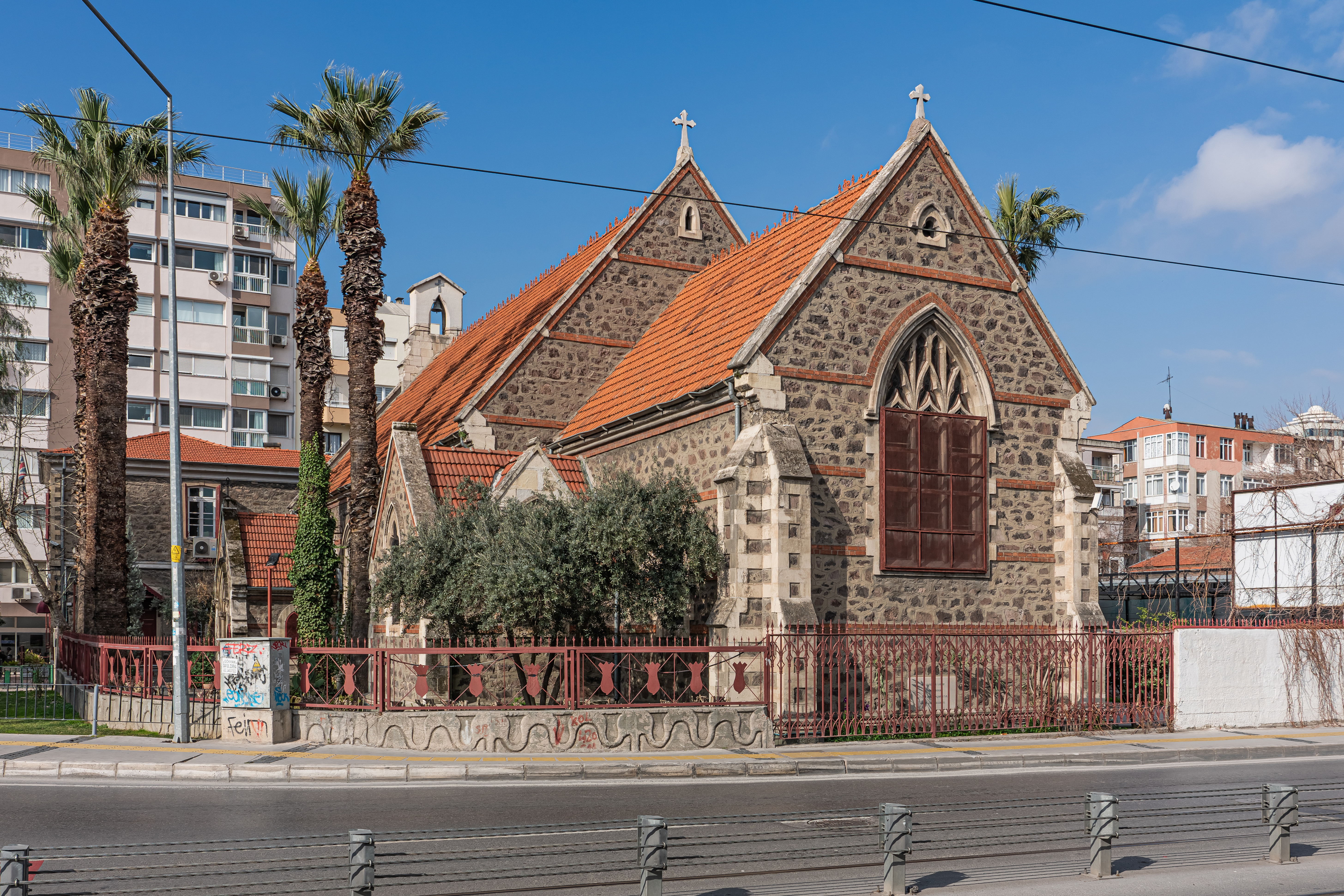
Sankt-Johann-Kirche

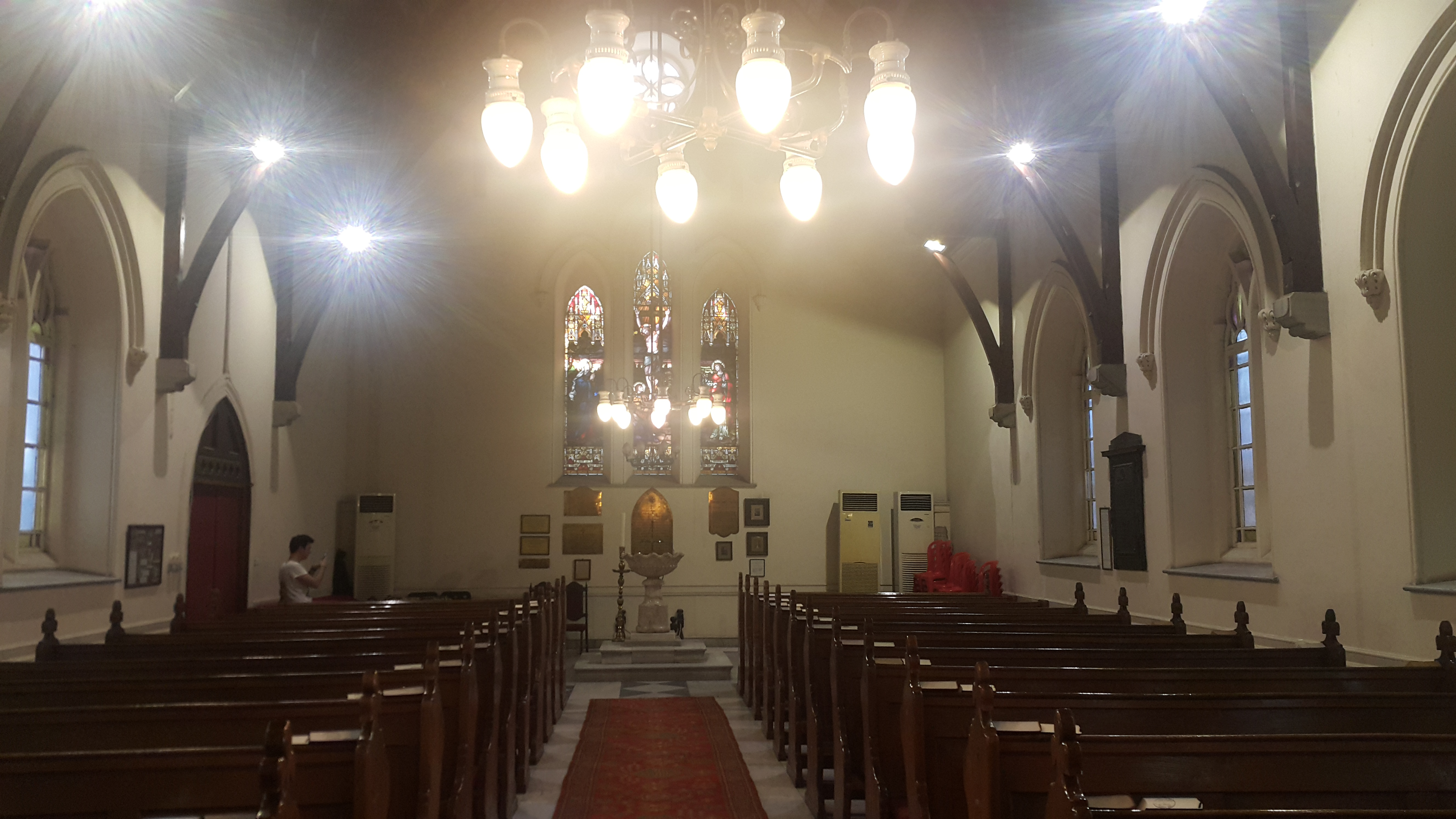
Interieur der Kirche

Die St.-Johannes-der-Evangelist-Kirche (türkisch Müjdeci Aziz Yuhanna Kilisesi) ist eine historische anglikanische Kirche der anglokatholischen Tradition im Stadtteil Alsancak der westtürkischen Hafenstadt Izmir. Die im neugotischen Stil errichtete Kirche fasst 150 Personen und untersteht der Diözese von Gibraltar.
Seit dem Jahre 1630 sind in der damals Smyrna genannten Stadt für die britischen Levantiner anglikanische Kaplane ansässig, und für die Familienangehörigen der Levante-Kompanie war bereits 1625 eine Kirche gebaut worden. Mit dem Bau der heutigen, dem Evangelisten Johannes geweihten Kirche wurde nach der Neuerrichtung des britischen Konsulats im November 1898 begonnen, er wurde 1899 vollendet. 1911 wurde ein Pfarrhaus gebaut, das von der britischen Regierung zur Nutzung als Konsulat gemietet wird. 1913 wurde die Gedenkhalle des ab 1904 amtierenden und 1911 in Istanbul verstorbenen Bischofs Collins errichtet, in der sich heute die Sonntagsschule trifft.
Das Taufbecken der Johanneskirche von Izmir befindet sich neben dem Eingang und hat entsprechend den antik-christlichen Symbolen für Pilgerfahrten die Form einer Muschel. Das Bleiglasfenster wurde in München angefertigt. Am Fuße des von Charles Eamer Kempe entworfenen Westfensters sind die Märtyrer Ignatius von Antiochien sowie der Polykarp von Smyrna abgebildet. Das sich ursprünglich in einer griechischen Kirche befindende Ewige Licht wurde im September 1994 in Erinnerung an das verstorbene Gemeindemitglied Patricia Ringenbach geweiht. Die beiden Kreuze auf dem Altar stammen aus Äthiopien und Russland.